# Kiothi
Il kiothi è un gioco della famiglia dei mancala giocato dalla popolazione dei Meru in Kenya. I Meru chiamano solitamente "guerrieri" i pezzi del gioco (in questo caso il gioco rappresenta simbolicamente una guerra fra clan) oppure usano altri termini derivati dall'allevamento (come i Masai che giocano a Enkeshui). La parola kiothi, nella lingua Meru, significa "piazzare" (i semi). 

## Regole

### Tavoliere e disposizione iniziale
Il tavoliere del kiothi è costituito da 2 file di 10 buche. Alcuni tavolieri forniscono due buche aggiuntive per contenere i pezzi catturati. Ogni giocatore controlla una fila di buche e possiede 30 pezzi (solitamente semi), disposti inizialmente in gruppi di 6 nelle 5 buche più a destra della fila di ciascun giocatore.
Prima dell'inizio del gioco vero e proprio, ciascuno dei giocatori ha l'opportunità di prendere i semi contenuti in due delle sue buche e ridistribuirli sul tavoliere come crede (anche in buche della fila avversaria).

### Turno
Al proprio turno, il giocatore preleva tutti i semi da una delle buche e li semina in senso antiorario. Se l'ultimo seme cade in una buca occupata, preleva tutti i semi dalla buca (incluso il seme appena depositato nella buca) e procede "a staffetta". Se l'ultimo seme cade in una buca avversaria vuota, il turno termina. 
Se l'ultimo seme di una semina cade in una buca vuota della fila del giocatore di turno e la semina ha attraversato il campo nemico, il seme deposto viene catturato, e sono catturati anche tutti i semi eventualmente presenti nella buca avversaria antistante. L'unica eccezione è che non possono essere catturati i semi avversari presenti in una buca da cui l'avversario non ha ancora spostato i pezzi.
L'ultima buca a sinistra svolge un ruolo speciale. Se l'ultimo seme di una semina cade in tale buca ed essa è vuota, e la buca avversaria è occupata e c'è una sequenza di buche avversarie occupate adiacenti alla prima, la cattura coinvolge anche tutti i semi presenti in quelle buche, fino a un massimo totale di quattro buche. Vale sempre il vincolo che, per essere catturati, i pezzi avversari devono precedentemente essere stati spostati.

### Fine del gioco
Quando un giocatore non è più in grado di muovere, l'avversario cattura tutti i pezzi rimasti in gioco. Vince il giocatore che ha catturato più pezzi. Alcune tribù attribuiscono uno speciale valore a una vittoria ottenuta col minimo margine, ovvero 2 pezzi di vantaggio; in un conteggio su più partite, una simile vittoria vale doppio o addirittura dieci volte tanto.